# أوتو إتش ثورمان
أوتو إتش ثورمان (و. 1887 – 1966 م) هو مهندس معماري، ولد في واشنطن، توفي عن عمر يناهز 79 عامًا.